# Crocothemis servilia
Crocothemis servilia é uma espécie de libélula da família Libellulidae nativa do leste e sudeste da Ásia mas também presente na Jamaica, Flórida e Havaí.
É umas das maiores espécies de libélulas vermelhas, podendo o macho, caracterizado inteiramente pela cor vermelha, chegar a 4,5 cm, sendo a cauda maior que 3 cm. A coloração da fêmea e dos machos jovens é castanho claro. Os machos dessa espécie podem ser confundidos com a espécie Rhodothemis rufa, mas distinguem-se, além da cor vermelha uniforme em todo dorso e tórax, por uma linha escura em seu abdome. A coloração da fêmea e dos machos jovens é castanho claro.